# Ido Ostrowsky
Ido Ostrowsky est un producteur de cinéma américain né en 1979 en Israël.

## Biographie
Ido Ostrowsky arrive aux États-Unis avec ses parents alors qu'il n'est encore qu'un bébé.
Alors qu'il travaille comme assistant scénariste sur Gossip Girl, il fonde avec Nora Grossman, qui travaille à DreamWorks TV, Bristol Automotive pour produire un film sur Alan Turing, qui deviendra Imitation Game.

## Filmographie
- 2014 : Imitation Game de Morten Tyldum

## Nominations
- Oscars du cinéma 2015 : Imitation Game pour l'Oscar du meilleur film
- BAFTA 2015 : Imitation Game pour le BAFA du meilleur film et le BAFA du meilleur film britannique